# Préparation phytopharmaceutique
Les préparations phytopharmaceutiques sont des produits commerciaux destinées à l'agriculture pour lutter contre les bioagresseurs susceptibles de réduire le rendement ou la qualité des produits agricoles.

## Définition
Dans l'Union européenne, les préparations phytopharmaceutiques sont définies par la directive communautaire 91/414/CEE du 15 juillet 1991, comme suit (Définitions, art. 2) :

« les mélanges ou solutions composées de deux ou plusieurs substances, dont au moins une substance active, destinés à être utilisés comme produits phytopharmaceutiques. »

Les substances sont définies comme les éléments chimiques et leurs composés tels qu'ils se présentent à l'état naturel ou tels que produits par l'industrie, incluant toute impureté résultant inévitablement du procédé de fabrication.

## Composition
Les préparations phytopharmaceutiques se composent d'une part de substances actives, qui donnent à la préparation ses propriétés biologiques, et d'autre part de « co-formulants », sans activité biologique propre, tels que antimoussants, diluants, ou agents mouillants, qui sont destinées à faciliter l'application sur les cultures.